# لیال واتسن
لیال واتسن (انگلیسی: Lyall Watson; ۱۲ آوریل ۱۹۳۹ – ۲۵ ژوئن ۲۰۰۸) گیاه‌شناس، جانورشناس، زیست‌شناس، انسان‌شناس و رفتارشناس جانوران اهل آفریقای جنوبی بود. او نویسنده کتاب‌های بسیاری از جمله فوق طبیعت بود. واتسن تلاش کرد توضیح معقولی از پدیده‌های فراطبیعی ارائه کند. او همچنین برای ارائهٔ مفهوم اثر صدمین میمون معروف است.
لیال واتسن در آفریقای جنوبی متولد شد و در هلند و آلمان در رشته گیاه‌شناسی، جانورشناسی، زمین‌شناسی تحصیل کرد. وی دارای دکترای رشته رفتارشناسی جانوران بود.

## نوشته‌ها
- همه چیز خوار: نقش مواد غذایی در تکامل انسان (۱۹۷۲)
- فوق طبیعت (۱۹۷۳)
- بیولوژی مرگ یا زیست‌شناسی مرگ (۱۹۷۴)
- خطای رومئو (۱۹۷۴)
- هدایایی از ناشناخته: ماجراجویی اندونزی (۱۹۷۶)
- Lifetide: a Biology of the Unconscious (1979)
- Whales of the World: A Field Guide to the Cetaceans (1981)
- Lightning Bird: An African Adventure (1982)
- Heaven's Breath: A Natural History of the Wind (1984)
- Bali Entranced: A Celebration of Ritual (1985) - فقط به زبان ژاپنی
- Earthworks: Ideas on the Edge of Natural History (1986) (Later reprinted as Dreams of Dragons)
- Beyond Supernature: A New Natural History of the Supernatural (1986) (Later reprinted as Supernature 2)
- The Water Planet: A Celebration of the Wonder of Water (1988)
- Neophilia: The Tradition of the New (1989)
- Sumo: A Guide to Sumo Wrestling (1989)
- The Nature of Things: The Secret Life of Inanimate Objects (1990)
- Lasting Nostalgia: Essays Out of Africa (1992) - فقط به زبان ژاپنی
- Turtle Islands: Ritual in Indonesia (1995)
- Dark Nature: A Natural History of Evil (1995)
- Monsoon: Essays on the Indian Ocean (1996) - فقط به زبان ژاپنی
- Lost Cradle: A Collection of Dialogues (1997) - فقط به زبان ژاپنی
- Warriors, Warthogs, and Wisdom: Growing up in Africa (1997)
- Jacobson's Organ and the Remarkable Nature of Smell (2000)
- Elephantoms: Tracking the Elephant (2002)
- The Whole Hog: Exploring the Extraordinary Potential of Pigs (2004)